# 조슈아 지르크제이
조슈아 오로보사 지르크지(네덜란드어: Joshua Orobosa Zirkzee, 2001년 5월 22일~)는 네덜란드의 축구 선수로, 포지션은 공격수이다. 현재 맨체스터 유나이티드에서 활동하고 있다.

## 구단 경력
2019년 3월 1일 지르크지는 바이에른 뮌헨 II 데뷔전에서 해트트릭을 기록했다.
2019년 12월 11일 지르크지는 2019-20년 UEFA 챔피언스리그 조별리그 마지막 경기인 토트넘 홋스퍼와의 경기에 나서며 바이에른 뮌헨 1군 팀에 데뷔했다. 이어서 지르크지는 12월 18일 SC 프라이부르크와의 경기에서 90분 필리피 쿠티뉴와 교체되어 분데스리가 데뷔전을 치렀다. 이 경기에서 그는 1-1상황에서 추가시간에 데뷔골을 넣으며 팀의 3-1 승리에 관여했다. 이후 바이에른 뮌헨은 분데스리가, DfB-포칼, UEFA 챔피언스리그를 모두 우승으로 장식하며 2번째 트레블을 달성했으며 지르크지는 1군 데뷔시즌부터 트레블을 경험하게 되었다.

## 국가대표 경력
- 2024 유로 국가대표

## 클럽 통계
2020년 9월 27일  기준
| 클럽             | 시즌        | 리그         | 리그 | 리그 | 국내컵 | 국내컵 | 대륙컵 | 대륙컵 | 기타 | 기타 | 합계 | 합계 |
| 클럽             | 시즌        | 디비전       | 경기 | 득점 | 경기   | 득점   | 경기   | 득점   | 경기 | 득점 | 경기 | 득점 |
| ---------------- | ----------- | ------------ | ---- | ---- | ------ | ------ | ------ | ------ | ---- | ---- | ---- | ---- |
| 바이에른 뮌헨 II | 2018–19     | 레기오날리가 | 12   | 5    | —      | —      | —      | —      | —    | —    | 12   | 5    |
| 바이에른 뮌헨 II | 2019–20     | 3. 리가      | 16   | 2    | —      | —      | —      | —      | —    | —    | 16   | 2    |
| 바이에른 뮌헨 II | 2020–21     | 3. 리가      | 1    | 0    | —      | —      | —      | —      | —    | —    | 1    | 0    |
| 바이에른 뮌헨 II | 합계        | 합계         | 29   | 7    | 0      | 0      | 0      | 0      | 0    | 0    | 29   | 7    |
| 바이에른 뮌헨    | 2019-20     | 분데스리가   | 9    | 4    | 2      | 0      | 1      | 0      | 0    | 0    | 12   | 4    |
| 바이에른 뮌헨    | 2020–21     | 분데스리가   | 2    | 0    | 0      | 0      | 0      | 0      | 0    | 0    | 2    | 0    |
| 바이에른 뮌헨    | 합계        | 합계         | 11   | 4    | 2      | 0      | 1      | 0      | 0    | 0    | 14   | 4    |
| 커리어 통산      | 커리어 통산 | 커리어 통산  | 40   | 11   | 2      | 0      | 1      | 0      | 0    | 0    | 43   | 11   |

1. 1 2  UEFA 챔피언스리그 출전

## 우승 경력
바이에른 뮌헨 II
- 레기오날리가: 2018–19

바이에른 뮌헨
- 분데스리가: 2019–20[4]
- DFB-포칼: 2019–20
- UEFA 챔피언스리그: 2019–20
- UEFA 슈퍼컵: 2020[5]
- DFL 슈퍼컵 : 2020, 2022

### 개인
- 세리에 A 올해의 팀 : 2023-24
- 세리에 A 최우수 영플레이어 : 2023-24